# Орлеан-Браганса, Педру Карлуш
Принц Педру Карлуш Орлеан-Браганса (порт. Pedro Carlos de Orléans e Bragança; род. 31 октября 1945, Рио-де-Жанейро) — один из двух претендентов на бразильский императорский престол, глава Петрополисской линии бразильского императорского дома.

## Биография
Принц Педру Карлуш родился в Рио-де-Жанейро, старший из шести детей принца Педру Гастана Орлеан-Браганса (1913—2007) и его жены, принцессы Марии де ла Эсперансы Бурбон-Сицилийской (1914—2005). При крещении получил имя — Педру де Алькантара Карлуш Жоао Лоренцо Мигель Рафаэль Габриэль Гонзага. По отцовской линии Педру Карлуш Орлеан-Браганса является двоюродным дядей Жана Орлеанского (род. 1965; орлеанистского претендента на французский престол), внучатым племянником Дуарте Пиу, герцога Браганса (род. 1945; претендента на португальский трон), и дядей принца Петра Сербского (старшего сына наследного принца Александра Карагеоргиевича). По материнской линии — двоюродный брат отрекшегося короля Испании Хуана Карлоса I (род. 1938).
Принц Педру Карлуш считается претендентом на бразильский императорский престол теми монархистами, которые считают отречение его деда по отцовской линии — Педру де Алькантара Орлеан-Брагансы (1875—1940) — в 1908 году от династического права недействительным.
В декабре 2007 года после смерти своего 94-летнего отца Педру Гастана Орлеан-Браганса Педру Карлуш стал главой Петрополисской линии бразильского императорского дома и одним из претендентов на бразильский престол. В 2008 году испанская газета Público сообщила, что в интервью Педру Карлуш Орлеан-Браганса признал себя республиканцем и противником монархии. Принц даже заявил, что, если в конечном итоге будет проведён плебисцит, чтобы определить форму правления в Бразилии, он будет защищать республику, а не монархию.
По профессии — инженер лесного хозяйства.

## Браки и семья
Педро Карлос был женат и овдовел дважды. 2 сентября 1975 года в Петрополисе он женился первым браком на Рони Кунин де Соуза (20 марта 1938 — 14 января 1979). У супругов родился один сын:
- Принц Педру Тиагу Орлеан-Браганса (род. 12 января 1979), императорский принц Бразилии по мнению сторонников Петрополисской линии бразильского императорского дома.

Через два дня после рождения сына первая жена Педру Карлуша скончалась.
16 июля 1981 года в Фазенде Сан-Джеральдо Педру Карлуш вторично женился на Патриции Александре Браскомбе (22 ноября 1964 — 21 ноября 2009). Супруги имели одного сына:
- Принц Филипе Родриго Орлеан-Браганса (род. 31 декабря 1982)

Его вторая жена скончалась в Паласио Грао-Пара в Петрополисе.

## Почести

### Национальные награды
- Медаль ордена за культурные заслуги

### Династические награды
- Кавалер Большого Креста ордена Педру I
- Кавалер Большого Креста ордена Розы
- Кавалер Большого Креста ордена Христа
- Кавалер Большого Креста Константиновского ордена Святого Георгия